# Els fills de la pluja
 Els fills de la pluja (títol original:  Les Enfants de la pluie) és una pel·lícula franco-sud-coreana d'animació de Philippe Leclerc estrenada l'any 2003. És un film de fantasia lliurement adaptat d'un novel·la de Serge Brussolo, A la imatge del drac. Ha estat doblada al català.

## Argument
Des que el Gran drac còsmic ha estat ferit pel Lladre d'ànimes, el món ha quedat dividit en dos països diferents habitats per dos pobles enemics, els Pyross i els Hydross. Els Pyross, adoradors del foc i de la llum, tenen la pell ocre; el contacte amb l'aigua els és mortal. Durant l'estació de les pluges, es tanquen a la seva ciutat troglodita d'Orfalesa, per a protegir-se de l'aigua i dels dracs vinguts del país dels Hydross. Durant l'estació seca, el gran sacerdot de la llum, Razza, envia els millors cavallers Pyross a fer la guerra contra les Hydross, acompanyats dels seus genets. El jove Skän, fill de Béryl, vol esdevenir cavaller, com el seu pare Rodos. Però Rodos ha mort després d'haver-se oposat vanament a la pujada al poder de Razza, i Béryl acaba per patir la mateixa sort.

## Repartiment
- Frédéric Cerdal: Razza
- Pascale Chemin: Djuba, de jove
- Mélody Dubos: Béryl
- Fily Keita: Kallisto
- David Kruger: Akkar
- Yann El Madic: Akkar, de jove
- Gilbert Levy: Solon
- Benjamin Pascal: Skän
- Charles Pestel: Tob
- Marjolaine Poulain: Djuba
- Philippe Sarrazin: Trinitro
- Hélène Vauquois: Chloé

## Orígens i producció
Els fills de la pluja és una adaptació lliure de la novel·la A la imatge del drac de Serge Brussolo. Un primer projecte d'adaptació, A l'ombra del drac, havia estat concebut per René Laloux, que va haver d'abandonar-la després. El productor Léon Zuratas, que disposava dels drets d'adaptació de la novel·la, va entrar llavors en contacte amb Philippe Leclerc i Caza, que havien ja treballat junts amb René Laloux a Gandahar; la nova adaptació és totalment diferent del projecte de Laloux.
El film es va realitzar en cinc anys, tres dels quals consagrats al muntatge del projecte i dos a la creació pròpiament dita; la postproducció té lloc a Montpeller, durant cinc mesos, i Philippe Leclerc viu a Seül durant un any per a supervisar els elements del film realitzats a Corea del sud. Philippe Leclerc va definir el seu film com
| « | un film politico-social | » |

 que evoca el tema del fanatisme

## Sortida al cinema
Els fills de la pluja va ser presentat al Festival internacional de cinema d'animació d'Annecy l'any 2003 en la categoria « pre-estrena ». El film surt a continuació al cinema el 25 de juny de 2003. L'agost, el film ės distribuït a Rússia per West Video en 36 pantalles, en el marc d'una sèrie d'estrenes al cinema de films d'animació francès a Rússia.

## Crítica
El film rep critiques que van generalment del regular al bé: el lloc Allociné atribueix al film una nota mitjana de 3 sobre 5, basada en 11 títols de premsa.
L'univers i els grafismes són generalment ben considerats, mentre que el guió és vist com a clàssic i convenç més o menys segons els crítics. Jacques Morice, a Télérama atribueix al film una nota de 3 sobre 5, veu en el film un « encreuament de faula iniciàtica i de ciència-ficció amb ressonàncies molt actuals » i el jutja « ric en el pla narratiu, de vegades esplèndid gràficament » però lamenta que el públic apuntat sigui incert: « massa complicat i violent per a nens, però no prou enigmàtic per als adults ». El crític d'Aden saluda la « luxosa minuciositat de detalls » de l'univers, però queda « dubtant » amb el desenllaç de la història. Romain Le Vern, en el lloc objectif-cinéma indica que « el film sedueix malgrat els seus defectes, com el happy end, que considera magnífic » i jutja el conjunt « a la vegada banal i apassionant ». Bertrand Rougier, a Mad Movies, estima que el film « arriba a convèncer, però no a desencadenar l'entusiasme ». Thomas Sotinel, a Le Monde, signa una de les critiques més negatives considerant que « les convencions de l'heroica fantasia (...) queden a l'estat d'esquema del director » i evocant un grafisme « molt desigual (sovint insípid) ».